# Xíling kenyà
El xíling kenyà (en suahili shilingi ya Kenya o, simplement, shilingi; en anglès Kenyan shilling o, simplement, shilling) és la unitat monetària de Kenya. El codi ISO 4217 és KES i s'acostuma a abreujar Ksh. Se subdivideix en 100 cèntims (senti / cents).
Es va adoptar el 1966 en substitució en termes paritaris (1=1) del xíling de l'Àfrica Oriental, moneda que s'havia introduït el 1921. Com que el xíling de Kenya és una de les monedes més fortes i estables de l'Àfrica oriental, és usada fora el país sobretot en llocs com Somàlia i el sud del Sudan, en què es prefereix a la moneda local.
Emès pel Banc Central de Kenya (Banki Kuu ya Kenya / Central Bank of Kenya), en circulen monedes de 50 cèntims i d'1, 5, 10, 20 i 40 xílings, i bitllets de 50, 100, 200, 500 i 1.000 xílings.

## Taxes de canvi
- 1 EUR = 91,55458 KES (24 de gener de 2007), 147.97 KES (16 d'abril de 2023)
- 1 USD = 70,52751 KES (24 de gener de 2007)